# 西德·巴雷特
罗杰·基思·“席德”·巴雷特（英語：Roger Keith "Syd" Barrett，1946年1月6日—2006年7月7日），是一位英国音乐人、词曲作者、歌手、画家，以平克·弗洛伊德的创始成员身份最为知名。在乐队的迷幻时期，他作为主唱、吉他手和主创作者，掌控了乐队早年创作在音乐和风格上的方向。他也是乐队的命名者。巴雷特于1968年4月离开了乐队，并短暂住院，被推测患有由服用毒品而恶化的精神疾病。
巴雷特的音乐生涯持续了不到10年，他作为平克·弗洛伊德的一员录制了4首单曲，处女专辑（也参与了第二张专辑），和一些未发行的歌曲。1969年，巴雷特发行了单曲从而开始了单飞生涯，该曲出自他的第一张单人专辑（1970）。该专辑的录制用了一年时间（1968–1969），共用了五位不同的制作人（Peter Jenner、Malcolm Jones、大衛·吉爾摩、罗杰·沃特斯和巴雷特自己）。在发行的近两个月后，巴雷特开始制作他第二张也是最后一张专辑（由吉爾摩担任制作人，理查德·赖特也有所贡献），该专辑于1970年末发行。随后，他自己选择隐退，直到2006年去世。1988年，一张包含了未发行的曲目及废弃段落的专辑在巴雷特的准许下由百代唱片（EMI）发行。
巴雷特创新的吉他作品及对实验性技术的探索，例如运用不和谐音、失真、回授，对许多音乐人有巨大影响，如大卫·鲍伊、布莱恩·伊诺和吉米·佩奇。在结束音乐生涯后，巴雷特继续绘画，把时间花在从事园艺上。八十年代，他的传记开始出现。平克·佛洛伊德创作了几首向他致敬的作品，最著名的是1975年的专辑，其中包含了纪念巴雷特的歌曲。

## 脚注
1. ↑  Unterberger, Richie. . Allmusic. 2006  [4 October 2013]. （原始内容存档于2011-10-29）.
2. ↑  Patterson, R. Gary. . Touchstone. 6 July 2004: 180. ISBN 978-0-7432-4423-7.